# MÁV 415
De serie 415 (vroeger 5341) is een serie elektrische treinstellen met een lagevloerdeel van het type Stadler FLIRT, bestemd voor het regionaal personenvervoer en lokaal personenvervoer van de Hongaarse spoorwegmaatschappij Magyar Államvasutak (MÁV).

## Geschiedenis
Het treinsteltype RABe 523 van de Schweizerische Bundesbahnen is het uitgangspunt van de serie 5341 voor de Magyar Államvasutak. De aflevering van de eerste serie treinen werd in maart 2008 afgerond. In december 2007 plaatste de Magyar Államvasutak een vervolgorder voor 30 treinen bij Stadler Rail. Op 12 februari 2010 werd de 60e trein in gebruik genomen. De treinen worden onderhouden bij Stadler Rail in Pusztaszabolcs.

## Constructie en techniek
Het treinstel is opgebouwd uit een aluminium frame met een frontdeel van GVK. Het treinstel heeft een lagevloerdeel. Deze treinstellen kunnen tot vier stuks gecombineerd rijden en zijn uitgerust met luchtvering.

## Treindiensten
De treinen worden door de Magyar Államvasutak vanaf 9 december 2007 ingezet op de volgende trajecten:
- Boedapest - Tatabánya
- Boedapest - Székesfehérvár
- Boedapest - Pusztaszabolcs

## Foto's

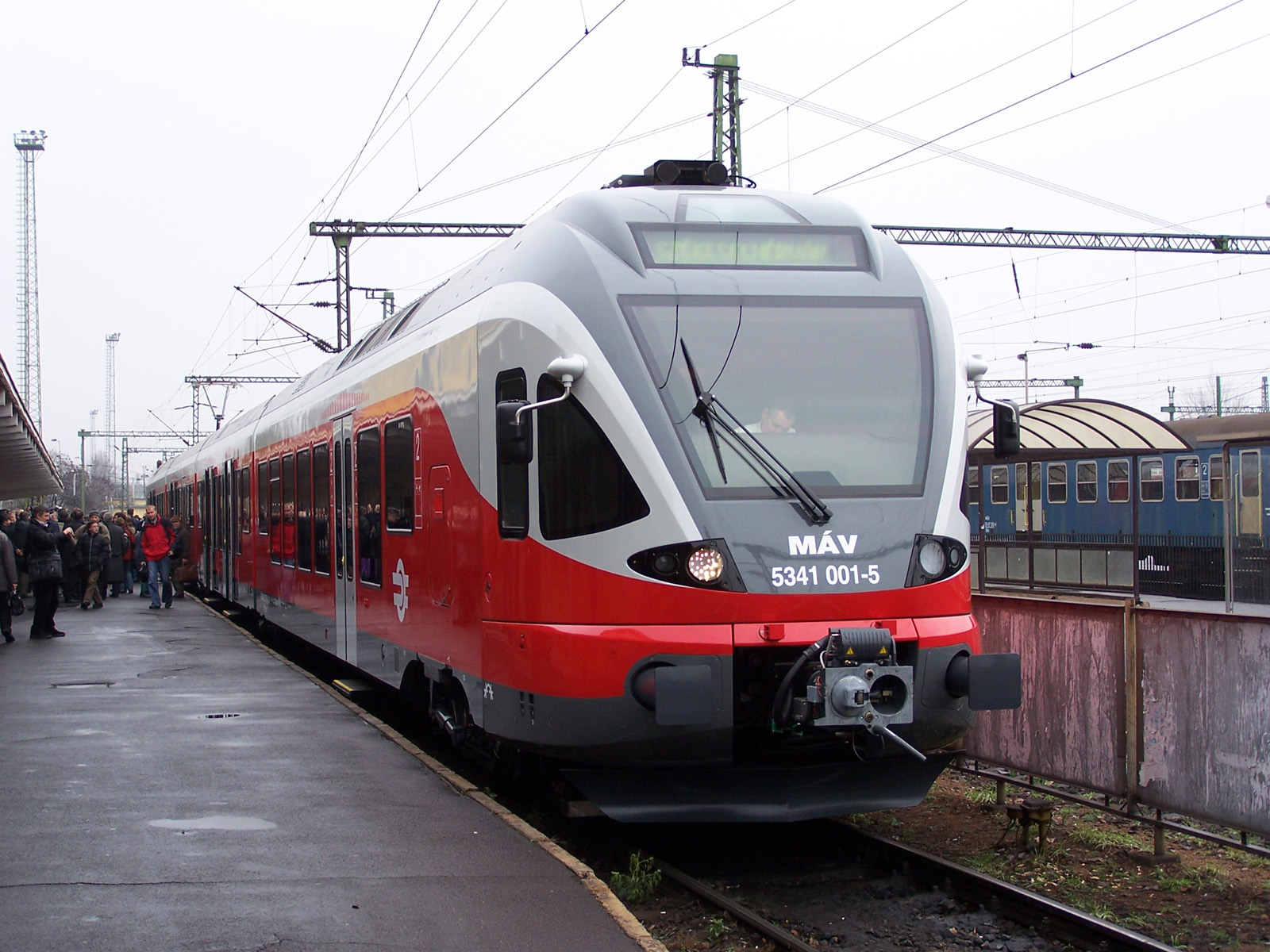